# Valley, Alabama
Valley är en stad (city) i Chambers County, i delstaten Alabama, USA. Enligt United States Census Bureau har staden en folkmängd på 9 448 invånare (2011) och en landarea på 28,6 km².